# Бардачевський Василь Степанович
Бардачевський Василь Степанович (1 січня 1950, с. Товсте Гусятинського району Тернопільської області) — український кераміст. Член НСМНМУ (1990).
Працював у Тернопільському художньо-виробничому комбінаті, в Гусятинському РБК, від 1987 — керівник Товстенської дитячої зразкової студії художньої кераміки.
Декоративно-вжитковий посуд зберігається в Гусятинському районному і Тернопільському обласному краєзнавчих музеях, музеї Тараса Шевченка у Палермо (Канада).
Учасник виставок у Тернополі та Києві (1988, 1990—2000).